# Provincia Alicante
Alicante (în catalană Alacant) este o provincie în estul Spaniei, în partea de sud a comunității autonome Valencia. Are graniță cu provinciile Murcia, Albacete, Valencia și cu Marea Mediterană. 
Populația provinciei este de 1.632.349 (2003). Capitala sa este Alicante. Alte orașe importante sunt Elche, Benidorm, Denia, Altea, Orihuela, Torrevieja, Elda, Novelda, Villena, Alcoy, Calpe. 